# Studij energetike
Energetika, strojarstvo, obrazuje stručnjake za projektiranje i vođenje eksploatacije procesnih, energetskih i termotehničkih postrojenja te razvoj i konstrukciju strojeva i uređaja za ta postrojenja. Energetska postrojenja isporučuju potrošačima energiju najčešće u obliku električne energije u okviru javnog elektroenergetskog sustava i u obliku toplinske energije koja se potrošačima prenosi komunalnim ili industrijskim vrelovodima, pa toj kategoriji pripadaju npr. termoelektrane na fosilna i nuklearna goriva, termoelektrane-toplane i industrijske energane te različite vrste hidroelektrana. Pretvorba energije iz izvornog oblika u električnu energiju odvija se nizom međupretvorbi od kojih djelokrugu strojarskog inženjera pripadaju oni dijelovi postrojenja u kojima se energija iz izvornog oblika pretvara u mehanički rad.
Objekti proučavanja su vezani na termodinamiku, mehaniku fluida i prijenos topline i tvari kao fizikalnih osnova inženjerskih proračuna, temeljna znanja o dinamici procesa, automatskoj regulaciji i o procesnim mjerenjima te stručna znanja o karakterističnim vrstama energetskih strojeva i uređaja poput turbostrojeva, motora s unutarnjim izgaranjem, kompresora, toplinskih aparata, rashladnih sustava, kotlova, cjevovoda i sušara. Stječu se znanja također i o tehnološkoj pripremi pogonskih medija za pojedina postrojenja (voda, goriva i maziva) te potrebna znanja o zaštiti okoliša na tom području. 